# Gilles Cottereau
Gilles Cottereau, né le 5 juillet 1636 à Tours, fut maire de Tours de 1671 à 1675.

## Biographie
Il est le fils de César Cottereau et de Jacqueline Gaultier. Gendre de Claude Tonnereau, il est le père de Gilles-Bertrand Cottereau.
Conseiller du roi et président au bailliage et siège présidial de Tours, il est maire de Tours de 1671 à 1675. 